# 24 Феміда
24 Феміда — астероїд головного поясу, відкритий 5 квітня 1853 року.
Тіссеранів параметр щодо Юпітера — 3,200.